# Skylanders: Giants
Skylanders: Giants é um jogo de aventura de 2012 da série Skylanders e uma sequência direta do jogo de 2011 Skylanders: Spyro's Adventure. Ele apresenta as vozes de Kevin Michael Richardson, Greg Ellis, Peter Lurie, Steve Blum, Dave Wittenberg, Carlos Alazraqui, Kevin Sorbo, Bobcat Goldthwait, Patrick Seitz e Julie Nathanson. Como o título sugere, ele apresenta Skylanders maiores conhecidos como "Giants", junto com outras novas mecânicas de jogo. 16 novos Skylanders foram introduzidos, incluindo 8 "Giants": Bouncer, Crusher, Eye-Brawl, Hot Head, Ninjini, Swarm, Thumpback e Tree Rex.
Foi lançado para Nintendo 3DS, PlayStation 3, Wii e Xbox 360 em 17 de outubro de 2012 na Austrália, em 19 de outubro de 2012 na Europa, em 21 de outubro de 2012 na América do Norte e em 22 de novembro de 2012 no Brasil pela Neoplay. Também foi lançado no Wii U como título de lançamento na América do Norte, Europa e Austrália. Foi o último jogo Skylanders a ser propriedade da Vivendi antes da Activision se tornar uma empresa independente em 25 de julho de 2013.

## Jogabilidade
Skylanders: Giants se baseia nos fundamentos do primeiro jogo, que funde uma linha de bonecos de brinquedo físicos com um mundo de videogame. O jogo introduziu mais de 40 novos bonecos de brinquedo, alguns dos quais são mais que o dobro do tamanho do elenco original dos Skylanders, tanto em formato físico quanto virtual. O jogo envolve conectar um brinquedo físico ao console de videogame por meio de um "Portal de Poder"; qualquer brinquedo usado cria um personagem respectivo no jogo. Os bonecos de brinquedo do primeiro jogo também são compatíveis com os Giants, embora também existam novas versões, chamadas "Série 2", que têm atributos mais poderosos do que os originais. Se os Skylanders da Série 2 forem usados no primeiro jogo, eles agem como suas próprias contrapartes da Série 1. Uma nova série de estatuetas chamada "LightCore" também foi introduzida, que brilham quando colocadas no Portal of Power e têm um ataque de bomba flash no jogo. O jogo tem um novo e melhorado "Modo de Batalha" para partidas frente a frente, apresentando mais áreas e opções de jogabilidade, além de oferecer uma nova variedade de Skylanders alter ego.

## Enredo
Após os eventos do primeiro jogo, Kaos, que foi encolhido e exposto em uma loja de brinquedos na Terra, retorna às Skylands após encontrar um Portal of Power. O primeiro nível acontece há 10.000 anos e explica como os Giants se tornaram os primeiros Skylanders. Há 10.000 anos, os Arkeyans, uma raça maligna de robôs gigantes, governaram as Skylands e forçaram seus habitantes a trabalhar como escravos, mas os Skylanders se rebelaram e começaram a guerra com eles. Eventualmente, os Giants lutaram contra o rei dos Arkeyans e removeram a fonte do poder dos Arkeyans; o Punho de Ferro de Arkus. No entanto, essa vitória saiu pela culatra para os Giants e eles foram enviados para a Terra, onde foram miniaturizados e petrificados devido à falta de magia do mundo humano. Com o tempo, eles passaram a ser considerados mitos por causa de seu desaparecimento inexplicável.
No presente, o Portal Master e os Skylanders devem consertar a nave de Flynn, o Dread-Yacht.  Ao longo de sua jornada, eles encontram Brock, o gladiador drow (elfo negro) e Ermit, o eremita, que revela que Kaos retornou e acidentalmente despertou um antigo Arkeyan Conquertron, que o recrutou como seu novo líder, e está procurando pela Cidade Perdida de Arkus e o Punho de Ferro. Os Skylanders correm com Kaos para a Cidade Perdida, e Ermit diz a eles que ele tem um robô gigante próprio. Ao tentar ativar o robô, o jogador encontra um "fantasma de máquina" que acaba sendo a alma do robô de Ermit, que também ajuda os Skylanders em sua jornada.
Os Skylanders viajam para o Cofre Secreto dos Segredos, que supostamente contém um mapa para Arkus, mas Kaos chega e tenta esmagar o jogador com pedras caindo. Em um esforço para salvar o jogador, o Fantasma da Máquina se sacrifica para proteger os Skylanders das pedras caindo. Kaos e seu robô viajam para o cofre para encontrar o mapa, mas o mapa é destruído depois que ele acidentalmente puxa um mecanismo.  Glumshanks, o mordomo troll de Kaos, lembra de uma imagem do mapa e, com sua ajuda, encontra a localização de Arkus. Enquanto isso, Machine Ghost diz ao jogador para ir atrás de Kaos e encontrar Arkus antes de desaparecer, provavelmente morto.
Apesar dos esforços dos Skylanders, Kaos consegue alcançar o Punho de Ferro de Arkus e se transforma em um grande robô Arkeyano, preparando-se para sua conquista sobre as Skylands. O jogador logo alcança Kaos dentro de Arkus, apenas para descobrir que ele não pode ser parado a menos que o Punho de Ferro seja removido dele. Com a ajuda de Ermit e do Machine Ghost revivido, os Skylanders removem o Punho de Arkus, derrotando Kaos e retornando-o ao normal. O Arkeyano Conquertron carrega Glumshanks e Kaos para fora da cidade em colapso e para a segurança de uma ilha antes de desligar completamente.
Pós-créditos, Kaos e Glumshanks são mostrados entrando no Kastle de Kaos, onde encontram a mãe de Kaos, que é mostrada apenas na sombra. Se os jogadores completarem o Modo Pesadelo, eles verão uma cena em que os Chompies dançam e festejam ao redor do Punho de Ferro de Arkus desativado.

## Enredo 3DS
10.000 anos atrás, o temido pirata Capitão Freightbeard aterrorizou as Skylands antes de ser aprisionado no Baú do Exílio, com sua espada usada como uma fechadura. Eventualmente, ele retorna para encontrar o baú e causar estragos mais uma vez. Os Skylanders e os Gigantes, junto com Hugo, Flynn e Cali, devem encontrar o Baú seguindo as pistas antes que Freightbeard o faça.

## Pacote do jogo

### Console Starter Pack
Esses acessórios do Starter Pack são:
- Disco Skylanders Giants
- Pôster de todos os Skylanders de Skylanders Giants
- Portal of Power
- Cartas de troca (3)
- Adesivos e códigos (3)
- 3 figuras Skylanders: Tree Rex (Gigante - Vida), Cynder (Série 2 - Morto-vivo) e Jet-Vac (Ar)

### 3DS Starter Pack
O 3DS Starter Pack contém o portal, um cartão de jogo 3DS e um boneco Punch Pop Fizz em vez do Jet-Vac.

## Recepção
Skylanders: Giants recebeu críticas "geralmente favoráveis" para a maioria das plataformas, de acordo com o agregador de análises Metacritic; a versão Nintendo 3DS recebeu críticas "mistas ou médias".
IGN deu ao jogo uma nota 8 de 10, chamando-o de "...uma sequência mais polida, mas convencional, que é muito divertida de jogar". O PlayStation Lifestyle, no entanto, deu ao jogo uma pontuação mais baixa, 70/100, dizendo: "A realidade é que Skylanders: Giants é uma diversão apropriada para a idade que remonta à alegria que você tinha ao colecionar cards de Pokémon ou abrir caminho em um dungeon crawler. Se você tem filhos pequenos, então você já sabe o veredito aqui."
Durante a 16ª edição anual dos Prêmios D.I.C.E., a Academia de Artes & Ciências Interativas indiciou o Skylanders: Giants com "Family Game of the Year".

### Vendas
Skylanders: Giants gerou mais de US$ 195 milhões em vendas nos EUA em 2012. Nas duas primeiras semanas de vendas, 500.000 Starter Packs e Portal Owner Packs foram vendidos nos EUA e na Europa. Poucos meses após seu lançamento, a Activision relatou que havia gerado um bilhão de dólares em vendas para a franquia em geral, apenas 15 meses após o primeiro jogo.

## Ligações Externas
- Skylanders: Giants no MobyGames
- Skylanders: Giants (Nintendo 3DS) no MobyGames